# Pancernik dziewięciopaskowy
Pancernik dziewięciopaskowy, pancernik długoogonowy, peba, tatusja (Dasypus novemcinctus) – gatunek ssaka lądowego z rodziny pancernikowatych (Dasypodidae). Prowadzi nocny tryb życia. Występuje na obszarze obu Ameryk. Zamieszkuje nory różnorodnych terenów.
Jest jednym z trzymaczy herbu Grenady.

## Taksonomia
Gatunek po raz pierwszy zgodnie z zasadami nazewnictwa binominalnego opisał w 1758 roku szwedzki przyrodnik Karol Linneusz, nadając mu nazwę Dasypus novemcinctus. Miejsce typowe według oryginalnego opisu to „Ameryka Południowa” (w oryg. łac. habitat in America meridionali), ograniczone w 1958 roku do Pernambuco w Brazylii. W 2018 roku na okaz typowy (lektotyp) wyznaczono rycinę Georga Marggrafa, którego cytował Linneusz w swoim oryginalnym opisie.
Istnieją sprzeczne doniesienia dotyczące liczby podgatunków; tylko cztery z sześciu podgatunków zostały poparte analizami przeprowadzonymi w XXI wieku. Dane molekularne sugerują, że D. novemcinctus prawdopodobnie reprezentuje wiele ukrytych gatunków, ponieważ nie jest monofiletyczny i utworzył trzy główne klady z Gujany, Ameryki Północnej i Środkowej oraz Ameryki Południowej (który jest parafiletyczny w odniesieniu do D. mazzai i D. sabanicola). Potrzebna jest kompleksowa rewizja taksonomiczna w obrębie gatunku.
Autorzy Illustrated Checklist of the Mammals of the World rozpoznają sześć podgatunków. Podstawowe dane taksonomiczne podgatunków (oprócz nominatywnego) przedstawia poniższa tabelka:
| Podgatunek          | Oryginalna nazwa                    | Autor i rok opisu | Miejsce typowe                                                                 | Holotyp |
| ------------------- | ----------------------------------- | ----------------- | ------------------------------------------------------------------------------ | --- |
| D. n. aequatorialis | Dasypus novemcinctus aequatorialis  | Lönnberg, 1913    | Peruchu, na wysokości 7000 ft (2134 m) – 9000 ft (2743 m), Pichincha, Ekwador. | Dorosły samiec. |
| D. n. davisi        | Dasypus novemcinctus davisi         | Russell, 1953     | Huitzilac, na wysokości 8500 ft (2591 m), Morelos, Meksyk.                     | Skóra i czaszka dorosłego samca (sygnatura TCWC 4952) ze zbiorów Biodiversity Research and Teaching Collections; okaz zebrany 3 sierpnia 1949 roku przez Williama Davisa. |
| D. n. fenestratus   | Dasypus fenestratus                 | W. Peters, 1864   | „Kostaryka”; ograniczone do San José, Kostaryka.                               | |
| D. n. mexianae      | Tatusia novemcincta var. mexianae   | Hagmann, 1908     | „Mexiana”, tj. Pará, Brazylia.                                                 | 6 czaszek (2 należące do osobników dorosłych, 4 osobników młodocianych).                                                                                                  |
| D. n. mexicanus     | Dasypus novemcinctus var. mexicanus | W. Peters, 1864   | „Meksyk”; ograniczone do Colima, Meksyk.                                       | |

### Etymologia
- Dasypus: gr. δασυπους dasupous „włochato-nogi”, od δασυς dasus „włochaty, kudłaty”; πους pous, ποδος podos „stopa”[47].
- novemcinctus: łac. novem „dziewięć”[48]; cinctus „opasany, paskowany”, od cingere „otaczać”[49].
- aequatorialis: późnołac. aequatorialis „równikowy”, od aequator „równik”, od łac. aequare „zrównać się”, od aequus „równy”[50].
- davisi: William Bennoni Davis (1902–1995), amerykański zoolog[51].
- fenestratus: łac. fenestratus „okienny”, od fenestra „okno”[52].
- mexianae: Ilha Mexiana, ujście Amazonki, Pará, Brazylia[53].
- mexicanus: Meksyk[54].

## Zasięg występowania
Pancernik dziewięciopaskowy występuje w Ameryce, zamieszkując w zależności od podgatunku:
- D. novemcinctus novemcinctus – wschodnia Kolumbia, wschodnia i południowa Wenezuela, Gujana, większa część Brazylii, wschodni Ekwador, wschodnie Peru, Boliwia, Paragwaj, Urugwaj oraz północna i środkowo-wschodnia Argentyna; także na wyspach Margarita, Trynidad, Tobago i Grenada.
- D. novemcinctus aequatorialis – zachodnie stoki kolumbijskich Andów do północno-zachodniego Peru.
- D. novemcinctus davisi – zachodni Meksyk, od północnej części stanu Sinaloa na południe do stanu Guerrero.
- D. novemcinctus fenestratus – od Hondurasu na południowy wschód do Panamy (w tym wyspa Barro Colorado) i północnego krańca Ameryki Południowej w północno-wschodniej Kolumbii i północno-zachodniej Wenezueli.
- D. novemcinctus mexianae – delta Amazonki, Pará, Brazylia.
- D. novemcinctus mexicanus – środkowe, południowe i południowo-wschodnie Stany Zjednoczone, wschodni i południowy Meksyk, Belize i Gwatemala.

Występuje również w Salwadorze, lecz nie wiadomo, do którego podgatunku należy.

## Charakterystyka
Długość ciała (bez ogona) 360–570 mm, długość ogona (~70% długości ciała) 260–450 mm, długość ucha 25–57 mm, długość tylnej stopy 80–110 mm; masa ciała 3–6 kg.

## Status zagrożenia
W Czerwonej księdze gatunków zagrożonych Międzynarodowej Unii Ochrony Przyrody i Jej Zasobów został zaliczony do kategorii LC (ang. least concern ‘najmniejszej troski’).